# 畢比 (阿肯色州)
畢比（英語：Beebe）是一個位於美國阿肯色州懷特縣的城市。

## 地理
畢比的座標為35°04′57″N 91°53′31″W / 35.08250°N 91.89194°W，而該地的平均海拔高度為75米（即246英尺）。

## 人口
根據2020年美國人口普查的數據，畢比的面積為26.56平方千米，當中陸地面積為26.27平方千米，而水域面積為0.29平方千米。當地共有人口8437人，而人口密度為每平方千米317人。